# Minuartia hamata
Minuartia hamata är en nejlikväxtart som först beskrevs av Heinrich Carl Haussknecht och Bornm., och fick sitt nu gällande namn av Johannes Mattfeld. Minuartia hamata ingår i släktet nörlar, och familjen nejlikväxter. Inga underarter finns listade i Catalogue of Life.